# Carl Leonhard Reinhold
Carl Leonhard Reinhold (ur. 26 października 1757 roku w Wiedniu; zm. 10 kwietnia 1823 roku w Kilonii) był austriackim filozofem i pisarzem okresu oświecenia. Propagator filozofii Immanuela Kanta. Sławę i uznanie przyniosły mu popularnie napisane Briefe über die Kantische Philosophie (Listy o filozofii Kanta). Pełnił funkcję profesora filozofii na uniwersytecie w Jenie i  w Kilonii.